# Piper palestinanum
Piper palestinanum är en pepparväxtart som beskrevs av Trel. & Yunck.. Piper palestinanum ingår i släktet Piper och familjen pepparväxter. Inga underarter finns listade i Catalogue of Life.